# Константиновка (Каменский район)
Константи́новка — село в Каменском районе непризнанной Приднестровской Молдавской Республики. Вместе с селом Валя-Адынкэ входит в состав Валя-Адынского сельсовета.